# Гідравлічна передача

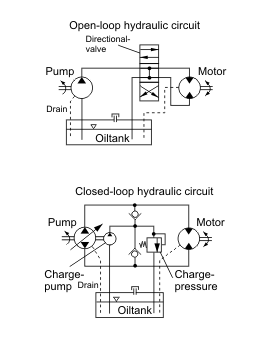
Принципова гідравлічна схема гідростатичної передачі з відкритою (вгорі) і закритою циркуляцією (внизу) рідини

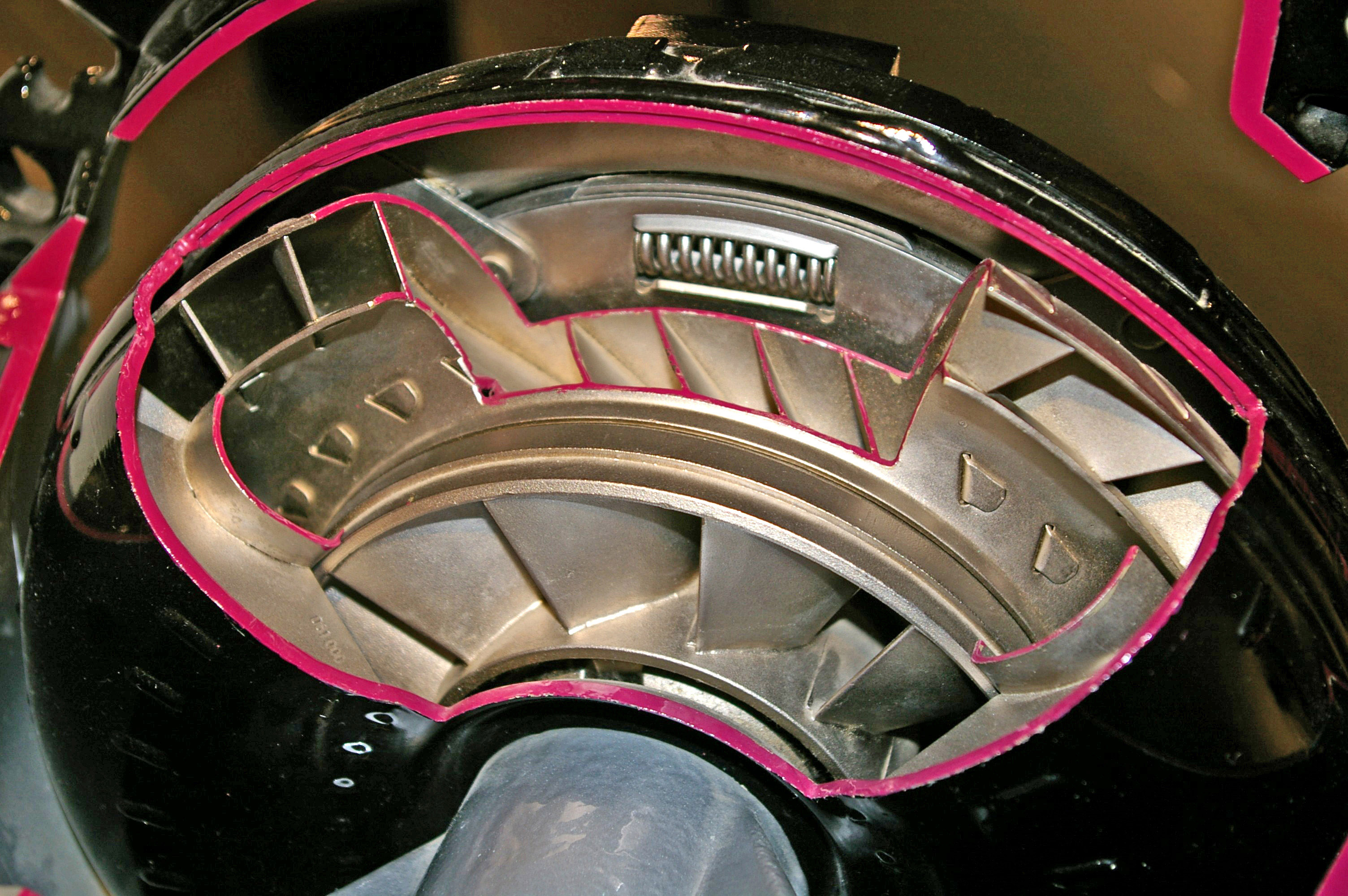
Гідродинамічна передача: гідротрансформатор

Гідропереда́ча (рос.гидропередача; англ. positive displacement hydraulic transmission; нім. Strömungsgetriebe n, hydraulisches Getriebe n) — частина насосного гідроприводу, призначена для передавання руху від приводного двигуна до ланок машини.
Гідравлічна передача (рос.гидравлическая передача, англ. hydraulic transmission, нім. Hydrotransmission f, Flüssigkeitsgetriebe n) — сукупність гідравлічних механізмів, яка дає можливість передавати енергію від ведучої ланки до веденої за допомогою рідини.
Складається в основному з гідравлічного насоса і гідравлічного двигуна.
За принципом дії розрізняють гідропередачі
- гідростатичні (гідрооб'ємні) — гідравлічні передачі, основними елементами яких є об'ємні гідропомпа (гідронасос) та гідродвигуни[1], у яких енергія передається за рахунок статичного напору (насос-гідродвигун-рухомий механізм). Поділяються на схеми з відкритою і закритою циркуляцією робочої рідини;
- гідродинамічні — гідравлічні передачі, в яких потужність передається за рахунок зміни моменту кількості руху робочої рідини в загальній робочій порожнині лопатевих коліс[2] за рахунок динамічного напору. Поділяються на гідромуфти та гідротрансформатори).

Основні переваги гідропередач:
- широкі границі та безступінчатість зміни передаткового відношення;
- плавність та безшумність роботи;
- нечутливість до перевантаження;
- дистанційність та простота управління.

Гідравлічні передачі знаходять основне застосування у верстатобудуванні та транспортному машинобудуванні.
Застосовуються у автомобілях, тепловозах, літаках тощо.